# (1936) Lugano
(1936) Lugano es un asteroide perteneciente al cinturón de asteroides descubierto por Paul Wild el 24 de noviembre de 1973 desde el observatorio de Berna-Zimmerwald, Suiza.

## Designación y nombre
Lugano fue designado al principio como 1973 WD.
Más tarde se nombró por la ciudad suiza de Lugano.

## Características orbitales
Lugano está situado a una distancia media de 2,676 ua del Sol, pudiendo acercarse hasta 2,312 ua y alejarse hasta 3,039 ua. Su excentricidad es 0,1359 y la inclinación orbital 10,26°. Emplea en completar una órbita alrededor del Sol 1599 días.